# ヨハン・ベンツェンベルク

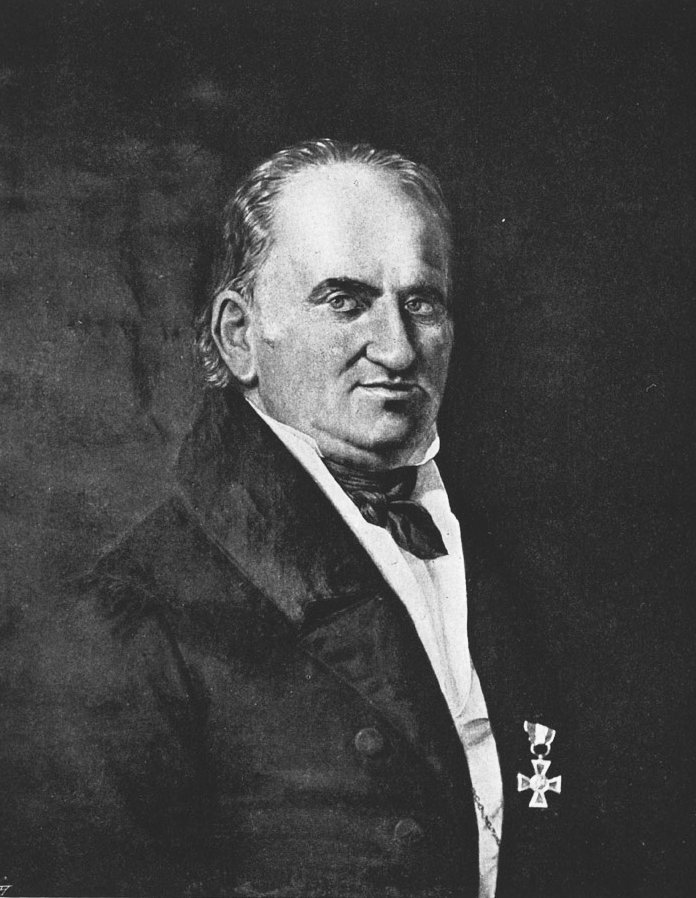
Johann Friedrich Benzenberg

ヨハン・ベンツェンベルク（Johann Friedrich Benzenberg、1777年5月5日 - 1846年6月8日）は、ドイツの物理学者・測地学者・著述家。
ヴッパータールの近郊のショレール (de:Schöller) に生まれた。マールブルク大学で神学を学び、ゲッティンゲン大学で物理学と数学を学んだ。1805年にデュッセルドルフの高校(Lyzeum)の物理学と天文学の教授に任命された。測地学に転じた。
測量術の学校を作り、測量術の教科書『Handbuch der angewandten Geometrie』を出版した。1843年デュセルドルフに私設の天文台をつくり、この天文台で後にロベルト・ルターらによって多くの小惑星が発見された。 
物理学の分野では地球の自転を証明するために落体の落下位置のずれを測定する実験を行ったことで知られる。1802年から実験を始めた。ハンブルクの聖ミヒャエル教会 (en:St. Michaelis' Church, Hamburg) の塔の内部に高さ76.30mから落体を落とし、平均で9mmの落下位置のずれを測定した。この結果はオルバースやガウスによって検討され、ガウスによる理論計算の予測値8.7mmに近いことから、自転の証明は成功したとされた。これはレオン・フーコーの振り子の実験による地球の自転の証明(1850年)より早い結果である。
デュッセルドルフ＝ビルク (w:Düsseldorf-Bilk)で没した。